# Festival de la Canción de Eurovisión 2024
La 68.ª edición del Festival de la Canción de Eurovisión se celebró del 7 al 11 de mayo de 2024 en el Malmö Arena de la ciudad de Malmö, Suecia, siguiendo la victoria sueca en el Festival de la Canción de Eurovisión 2023 con la canción «Tattoo» de Loreen. Fue la séptima vez que Sveriges Television (SVT) organiza el certamen junto a la Unión Europea de Radiodifusión (UER) y la tercera en Malmö tras las ediciones de 1992 y 2013. Los tres espectáculos fueron presentados por Malin Åkerman y Petra Mede, siendo esta última la tercera vez que condujo el concurso tras las ediciones de 2013 y 2016.
La edición de 2024 marcó la quinta vez, desde la reintroducción de los jurados profesionales junto al televoto en 2009, que el ganador del certamen no se impuso en el voto popular. En esta edición, Croacia se alzó con la victoria en el televoto, mientras que Suiza fue la ganadora entre los jurados profesionales, un fenómeno que también ocurrió en 2015, 2016, 2019 y 2023.

## Organización

### Sede del festival

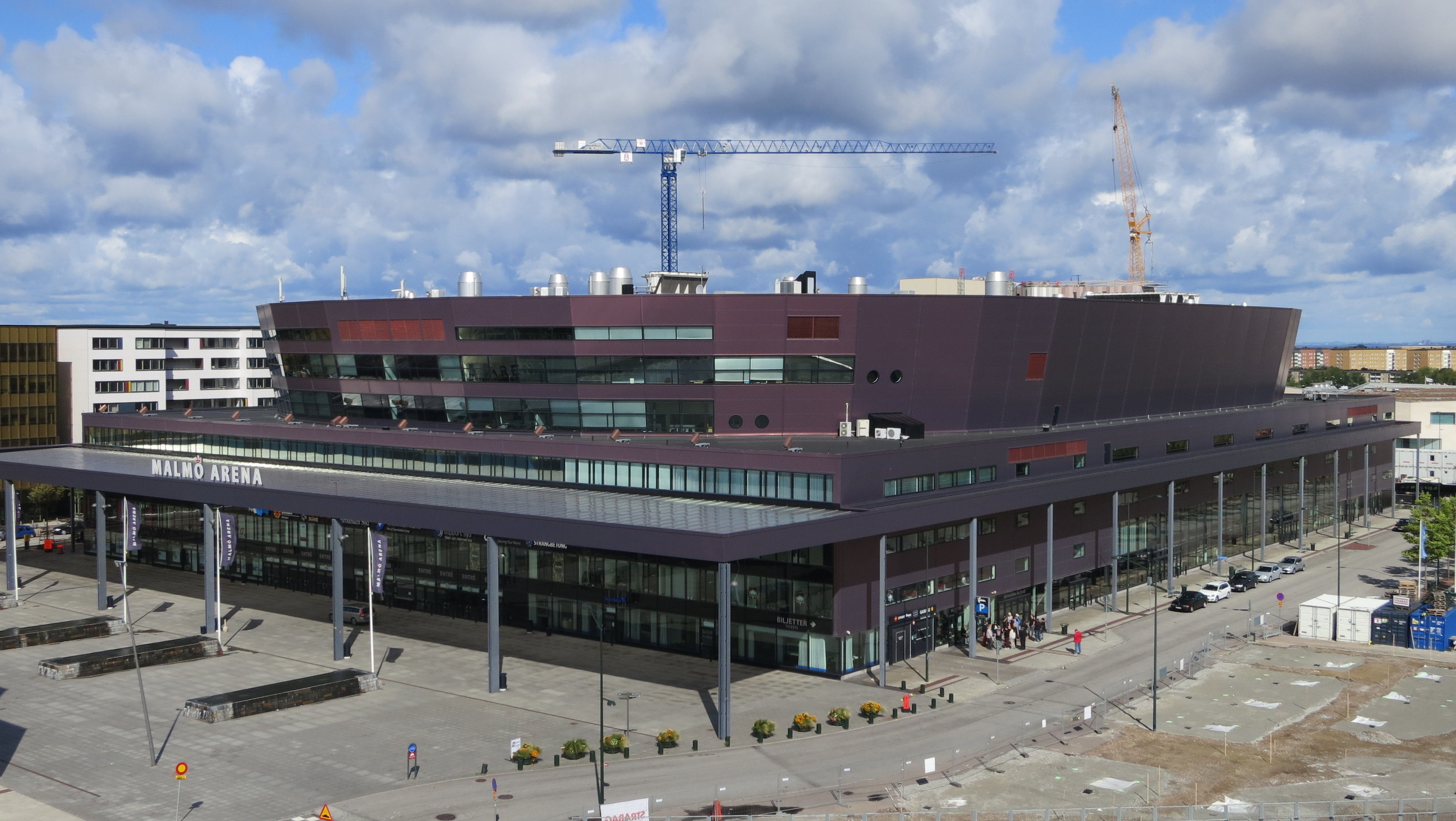
Malmö Arena, escenario de la edición de 2024.

El concurso de 2024 tuvo lugar en Malmö, Suecia, después de la victoria del país en la edición de 2023 con la canción «Tattoo», interpretada por Loreen. Fue la séptima vez que Suecia acogió el concurso, después de haberlo hecho previamente en 1975, 1985, 1992, 2000, 2013 y 2016. El lugar seleccionado fue el Malmö Arena, con capacidad para 15 500 plazas, un pabellón cubierto polivalente que sirve como lugar para partidos de balonmano, partidos de floorball, conciertos y otros eventos. El recinto acogió anteriormente la edición de 2013.

### Candidaturas oficiales y fase de licitación
Inmediatamente después de la victoria de Suecia en la edición de 2023, las primeras ciudades que manifestaron su interés por acoger la edición de 2024 fueron Estocolmo, Gotemburgo y Malmö, las tres ciudades más grandes del país, así como las que habían acogido anteriormente el concurso. Aparte de estas, otras ciudades también expresaron su intención de presentarse en los días posteriores a la victoria, como Eskilstuna, Jönköping, Örnsköldsvik, Partille y Sandviken.
SVT estableció como fecha límite el 12 de junio de 2023 para que las ciudades interesadas pidieran formalmente la solicitud. Estocolmo y Gotemburgo anunciaron oficialmente sus ofertas los días 7 y 10 de junio, respectivamente, seguidas por Malmö y Örnsköldsvik el 13 de junio. Poco antes del cierre del período de solicitudes, SVT reveló que había recibido varias ofertas, aclarando posteriormente que venían de estas cuatro ciudades. Antes de ese anuncio, Sandviken y Jönköping ya habían declarado que se habían retirado. Luego, el 7 de julio, se informó de que las ofertas de Gotemburgo y Örnsköldsvik habían sido rechazadas. Más tarde ese día, la UER y SVT anunciaron Malmö como ciudad anfitriona.
| Ciudad       | Ubicación          | Capacidad | Notas | Ref.                                      |
| ------------ | ------------------ | --------- | --- | ----------------------------------------- |
| Gotemburgo   | Scandinavium       | 14 000    | Sede de Eurovisión 1985. El estadio también acoge las semifinales del Melodifestivalen desde el 2003. | [ 3 ] [ 12 ] [ 14 ] [ 15 ] [ 16 ] [ 17 ]  |
| Gotemburgo   | Partille Arena     | 5 500     | Sede del Coro del Año de Eurovisión en 2019. |                                           |
| Jönköping    | Husqvarna Garden   | 7 000     | Sede de las semifinales del Melodifestivalen en el 2007. | [ 18 ] [ 19 ]                             |
| Malmö        | Malmö Arena        | 15 500    | Sede de Eurovisión 2013. El estadio también acoge las semifinales del Melodifestivalen desde 2009. | [ 20 ] [ 21 ]                             |
| Sandviken    | Goransson Arena    | 10 000    | Sede de las semifinales del Melodifestivalen en el 2010. Los planes incluían la cooperación de otros municipios de Gävleborg.                                                                                 | [ 22 ] [ 23 ]                             |
| Örnsköldsvik | Hägglunds Arena    | 9 800     | Acogió las semifinales del Melodifestivalen en los años 2007, 2010, 2014 y 2018. | [ 12 ] [ 24 ]                             |
| Partille     | Partille Arena     | 5 500     | Acogió el Coro del Año de Eurovisión en 2019 pero no cumplía los requisitos de capacidad de la UER. | [ 25 ]                                    |
| Estocolmo    | Friends Arena      | 65 000    | El estadio acoge las finales del Melodifestivalen desde el 2013. Es el lugar preferido para el Ayuntamiento de Estocolmo.                                                                                     | [ 26 ] [ 27 ] [ 28 ] [ 29 ] [ 30 ] [ 31 ] |
| Estocolmo    | Tele2 Arena        | 45 000    | - | [ 26 ] [ 27 ] [ 28 ] [ 29 ] [ 30 ] [ 31 ] |
| Estocolmo    | Arena temporal     | 14 000    | Propuesta de construcción de un pabellón provisional en el puerto de Frihamnen, motivada por las necesidades de producción del concurso y la dificultad de encontrar vacantes en las seis semanas requeridas. | [ 26 ] [ 27 ] [ 28 ] [ 29 ] [ 30 ] [ 31 ] |
| Eskilstuna   | Stiga Sports Arena | 3 700     | Lugar de la segunda oportunidad Melodifestivalen en 2020. | [ 32 ]                                    |

     Ciudad sede
     Ciudad finalista
     Ciudad eliminada en segunda fase
     Ciudad eliminada en primera fase

### Fechas
El 7 de julio de 2023, en el mismo anuncio en el que se confirmaba que Malmö sería la ciudad sede, se revelaron las fechas de las semifinales, que se fijaron para el 7 y el 9 de mayo de 2024, y la de la final, que sería el 11 de mayo.

### Lema e identidad visual
El 14 de noviembre de 2023, la UER anunció que «United by Music» (unidos por la música), el lema del concurso de 2023, se mantendría para 2024 y futuras ediciones. El arte temático que lo acompaña para 2024, llamado «The Eurovision Lights» (Las luces de Eurovisión), se dio a conocer el 14 de diciembre. Diseñado por las agencias con sede en Estocolmo Uncut y Bold Scandinavia, se basa en degradados simples y lineales inspirados en las líneas verticales que se encuentran en las auroras y los ecualizadores de sonido, y se construyó teniendo en cuenta la adaptabilidad en diferentes formatos.

### Diseño del escenario
El diseño del escenario para el concurso de 2023 se reveló en diciembre de 2022, fue ideada por el diseñador de producción alemán Florian Wieder, que ya había diseñado los decorados de seis concursos anteriores, el más reciente de ellos en 2021. La iluminación y el contenido de la pantalla fueron diseñados por el diseñador sueco Fredrik Stormby. El escenario cuenta con cinco cubos LED móviles, suelos y una pantalla de fondo junto con otras tecnologías de iluminación, vídeo y escenografía, todo ello en torno a un centro en forma de cruz, con el objetivo de «crear una experiencia única de 360 grados» para los espectadores. La construcción del escenario comenzó el 2 de abril y concluyó el 25 de abril.

### Sistema de votación y normativa
Después de que el resultado del concurso de 2023, que acabó con la victoria de Suecia pese a la primera posición de Finlandia en el televoto, provocara controversia entre la audiencia, la emisora noruega NRK inició conversaciones con la UER sobre una posible revisión del procedimiento de votación del jurado. Así, el jefe de delegación noruego pidió reducir su peso en la votación de la final del actual 49,4 % al 40 o 30 %. La decisión sobre los posibles cambios que se aplicarían depende del grupo de referencia del concurso y se discutirían en septiembre de 2023, con la toma de la decisión fijada para enero de 2024.
Por otro lado, en el Festival de televisión de Edimburgo, en agosto de 2023, el subdirector general de la UER, Jean Philip de Tender, habló sobre la posibilidad de prohibir la inteligencia artificial para preservar la contribución humana, ya que considera que «la creatividad debería provenir de los humanos y no de las máquinas».

### Tiempo de ejecución
Se informó de que la emisora SVT estaba evaluando posibles cambios en el formato para reducir aproximadamente una hora el tiempo de ejecución de la final, que ha aumentado significativamente desde la introducción de elementos como el desfile de banderas de apertura en 2013 y el bloque de votaciones dividido entre jurado y televoto desde 2016.

### Sorteo de asignación de semifinales
Se organiza un sorteo para determinar la semifinal designada para los países participantes. Los semifinalistas se dividen en una serie de bombos, basados en patrones de votación históricos, con el objetivo de reducir las posibilidades de «votación en bloque» y aumentar el suspenso en las semifinales. El sorteo también determina en qué semifinal participa cada uno de los clasificados automáticos: el país ganador del año anterior (Suecia) y los «Big Five» (Alemania, España, Francia, Italia y Reino Unido).
La ceremonia se celebró en enero de 2024 e incluyó el paso de la insignia de la ciudad anfitriona de Andrew Lewis, director ejecutivo Ayuntamiento de la anterior ciudad anfitriona de Liverpool, al alcalde de la ciudad anfitriona de 2024.

### Producción
La edición de 2024 fue producido por la radiodifusora nacional sueca Sveriges Television (SVT). Así, el equipo encargado del certamen contará con Ebba Adielsson como jefa de producción ejecutiva, Christel Tholse Willers como productora ejecutiva encargada de la comunicación, Tobias Åberg como ejecutivo encargado de la producción y Johan Bernhagen como productor ejecutivo. Willers, Åberg, y Bernhagen anteriormente habían trabajado en los certámenes de 2013 y/o 2016, celebrados en Malmö y Estocolmo, respectivamente, en varios cargos.

## Países participantes

### Canciones y selección
| País y TV             | Título original de la canción                        | Artista                     | Proceso y fecha de selección                                                                  |
| País y TV             | Traducción al español                                | Idiomas                     | Proceso y fecha de selección                                                                  |
| --------------------- | ---------------------------------------------------- | --------------------------- | --------------------------------------------------------------------------------------------- |
| Albania RTSH          | «Titan»                                              | Besa                        | Festivali i Këngës 62, 22-12-2023 (Presentación de la versión final, 11-03-2024)              |
| Albania RTSH          | «Titán»                                              | Inglés                      | Festivali i Këngës 62, 22-12-2023 (Presentación de la versión final, 11-03-2024)              |
| Alemania NDR          | «Always on the Run»                                  | Isaak                       | Eurovision Song Contest – Das Deutsche Finale 2024, 16-02-2024                                |
| Alemania NDR          | «Siempre huyendo»                                    | Inglés                      | Eurovision Song Contest – Das Deutsche Finale 2024, 16-02-2024                                |
| Armenia AMPTV         | «Jako»                                               | Ladaniva                    | Elección interna, 09-03-2024 (Presentación de la canción, 13-03-2024)                         |
| Armenia AMPTV         | –                                                    | Armenio                     | Elección interna, 09-03-2024 (Presentación de la canción, 13-03-2024)                         |
| Australia SBS         | «One Milkali (One Blood)»                            | Electric Fields             | Elección interna, 05-03-2024                                                                  |
| Australia SBS         | «Una sangre»                                         | Inglés y yankunytjatjara    | Elección interna, 05-03-2024                                                                  |
| Austria ORF           | «We Will Rave»                                       | Kaleen                      | Elección interna, 16-01-2024 (Presentación de la canción, 29-02-2024)                         |
| Austria ORF           | «Deliraremos»                                        | Inglés                      | Elección interna, 16-01-2024 (Presentación de la canción, 29-02-2024)                         |
| Azerbaiyán İTV        | «Özünlə Apar»                                        | Fahree feat. Ilkin Dovlatov | Elección interna, 07-03-2024 (Presentación de la canción, 15-03-2024)                         |
| Azerbaiyán İTV        | «Llévame contigo»                                    | Inglés y azerí              | Elección interna, 07-03-2024 (Presentación de la canción, 15-03-2024)                         |
| Bélgica RTBF          | «Before The Party's Over»                            | Mustii                      | Elección interna, 30-08-2023 (Presentación de la canción, 20-02-2024)                         |
| Bélgica RTBF          | «Antes de que la fiesta termine»                     | Inglés                      | Elección interna, 30-08-2023 (Presentación de la canción, 20-02-2024)                         |
| Chequia ČT            | «Pedestal»                                           | Aiko                        | ESCZ 2024, 13-12-2023 (Presentación de la versión final, 21-03-2024)                          |
| Chequia ČT            | —                                                    | Inglés                      | ESCZ 2024, 13-12-2023 (Presentación de la versión final, 21-03-2024)                          |
| Chipre CyBC           | «Liar»                                               | Sília Kapsí                 | Elección interna, 25-09-2023 (Presentación de la canción, 29-02-2024)                         |
| Chipre CyBC           | «Mentiroso»                                          | Inglés                      | Elección interna, 25-09-2023 (Presentación de la canción, 29-02-2024)                         |
| Croacia HRT           | «Rim Tim Tagi Dim»                                   | Baby Lasagna                | Dora 2024, 25-02-2024                                                                         |
| Croacia HRT           | —                                                    | Inglés                      | Dora 2024, 25-02-2024                                                                         |
| Dinamarca DR          | «Sand»                                               | Saba                        | Dansk Melodi Grand Prix 2024, 17-02-2024                                                      |
| Dinamarca DR          | «Arena»                                              | Inglés                      | Dansk Melodi Grand Prix 2024, 17-02-2024                                                      |
| Eslovenia RTVSLO      | «Veronika»                                           | Raiven                      | Elección interna, 12-12-2023 (Presentación de la canción, 20-01-2024)                         |
| Eslovenia RTVSLO      | —                                                    | Esloveno                    | Elección interna, 12-12-2023 (Presentación de la canción, 20-01-2024)                         |
| España RTVE           | «Zorra»                                              | Nebulossa                   | Benidorm fest 2024, 03-02-2024                                                                |
| España RTVE           | —                                                    | Español                     | Benidorm fest 2024, 03-02-2024                                                                |
| Estonia ERR           | «(Nendest) narkootikumidest ei tea me (küll) midagi» | 5miinust y Puuluup          | Eesti Laul 2024, 17-02-2024                                                                   |
| Estonia ERR           | «De (esas) drogas no sabemos nada (todavía)»         | Estonio                     | Eesti Laul 2024, 17-02-2024                                                                   |
| Finlandia Yle         | «No Rules!»                                          | Windows95man                | Uuden Musiikin Kilpailu 2024, 10-02-2024                                                      |
| Finlandia Yle         | «¡Sin reglas!»                                       | Inglés                      | Uuden Musiikin Kilpailu 2024, 10-02-2024                                                      |
| Francia FTV           | «Mon Amour»                                          | Slimane                     | Elección interna, 08-11-2023                                                                  |
| Francia FTV           | «Mi amor»                                            | Francés                     | Elección interna, 08-11-2023                                                                  |
| Georgia GPB           | «Firefighter»                                        | Nutsa Buzaladze             | Elección interna, 12-01-2024 (Presentación de la canción 11-03-2024)                          |
| Georgia GPB           | «Bombero»                                            | Inglés                      | Elección interna, 12-01-2024 (Presentación de la canción 11-03-2024)                          |
| Grecia ERT            | «Zari» («ζάρι»)                                      | Marina Satti                | Elección interna, 24-10-2023 (Presentación de la canción 07-03-2024)                          |
| Grecia ERT            | «Dado»                                               | Griego e inglés             | Elección interna, 24-10-2023 (Presentación de la canción 07-03-2024)                          |
| Irlanda RTÉ           | «Doomsday Blue»                                      | Bambie Thug                 | Eurosong 2024, 26-01-2024                                                                     |
| Irlanda RTÉ           | «Tristeza del apocalipsis»                           | Inglés y arameo             | Eurosong 2024, 26-01-2024                                                                     |
| Islandia RÚV          | «Scared of Heights»                                  | Hera Björk                  | Söngvakeppnin 2024, 02-03-2024                                                                |
| Islandia RÚV          | «Con miedo a las alturas»                            | Inglés                      | Söngvakeppnin 2024, 02-03-2024                                                                |
| Israel IPBC           | «Hurricane»                                          | Edén Golán                  | HaKokhav HaBa, 06-02-2024 (Presentación de la canción 10-03-2024)                             |
| Israel IPBC           | «Huracán»                                            | Inglés y hebreo             | HaKokhav HaBa, 06-02-2024 (Presentación de la canción 10-03-2024)                             |
| Italia RAI            | «La noia»                                            | Angelina Mango              | Festival de la Canción de San Remo 2024, 10-02-2024                                           |
| Italia RAI            | «El aburrimiento»                                    | Italiano                    | Festival de la Canción de San Remo 2024, 10-02-2024                                           |
| Letonia LTV           | «Hollow»                                             | Dons                        | Supernova 2024, 10-02-2024                                                                    |
| Letonia LTV           | «Hueco»                                              | Inglés                      | Supernova 2024, 10-02-2024                                                                    |
| Lituania LRT          | «Luktelk»                                            | Silvester Belt              | Eurovizija.LT 2024, 17-02-2024                                                                |
| Lituania LRT          | «Espera»                                             | Lituano                     | Eurovizija.LT 2024, 17-02-2024                                                                |
| Luxemburgo RTL        | «Fighter»                                            | Tali                        | Luxembourg Song Contest, 27-01-2024 (Presentación de la versión final, 29-03-2024)            |
| Luxemburgo RTL        | «Luchador»                                           | Francés e inglés            | Luxembourg Song Contest, 27-01-2024 (Presentación de la versión final, 29-03-2024)            |
| Malta PBS             | «Loop»                                               | Sarah Bonnici               | Malta Eurovision Song Contest 2024, 03-02-2024 (Presentación de la versión final, 14-03-2024) |
| Malta PBS             | «Bucle»                                              | Inglés                      | Malta Eurovision Song Contest 2024, 03-02-2024 (Presentación de la versión final, 14-03-2024) |
| Moldavia TRM          | «In The Middle»                                      | Natalia Barbu               | Etapa Nationalã, 17-02-2024                                                                   |
| Moldavia TRM          | «En el medio»                                        | Inglés                      | Etapa Nationalã, 17-02-2024                                                                   |
| Noruega NRK           | «Ulveham»                                            | Gåte                        | Melodi Grand Prix 2024, 03-02-2024                                                            |
| Noruega NRK           | «Piel de lobo»                                       | Noruego                     | Melodi Grand Prix 2024, 03-02-2024                                                            |
| Países Bajos AVROTROS | «Europapa»                                           | Joost Klein                 | Elección interna, 11-12-2023 (Presentación de la canción, 29-02-2024)                         |
| Países Bajos AVROTROS | «Europapá»                                           | Neerlandés                  | Elección interna, 11-12-2023 (Presentación de la canción, 29-02-2024)                         |
| Polonia TVP           | «The Tower»                                          | Luna                        | Elección interna, 19-02-2024                                                                  |
| Polonia TVP           | «La torre»                                           | Inglés                      | Elección interna, 19-02-2024                                                                  |
| Portugal RTP          | «Grito»                                              | Iolanda                     | Festival da Canção 2024, 09-03-2024                                                           |
| Portugal RTP          | —                                                    | Portugués                   | Festival da Canção 2024, 09-03-2024                                                           |
| Reino Unido BBC       | «Dizzy»                                              | Olly Alexander              | Elección interna, 16-12-2023 (Presentación de la canción, 01-03-2024)                         |
| Reino Unido BBC       | «Mareado»                                            | Inglés                      | Elección interna, 16-12-2023 (Presentación de la canción, 01-03-2024)                         |
| San Marino SMRTV      | «11:11»                                              | Megara                      | Una voce per San Marino 2024, 24-02-2024                                                      |
| San Marino SMRTV      | —                                                    | Español e italiano          | Una voce per San Marino 2024, 24-02-2024                                                      |
| Serbia RTS            | «Ramonda»                                            | Teya Dora                   | Pesma za Evroviziju 2024, 02-03-2024                                                          |
| Serbia RTS            | —                                                    | Serbio                      | Pesma za Evroviziju 2024, 02-03-2024                                                          |
| Suecia SVT            | «Unforgettable»                                      | Marcus & Martinus           | Melodifestivalen 2024, 09-03-2024                                                             |
| Suecia SVT            | «Inolvidable»                                        | Inglés                      | Melodifestivalen 2024, 09-03-2024                                                             |
| Suiza SRG SSR         | «The Code»                                           | Nemo                        | Elección interna, 29-02-2024                                                                  |
| Suiza SRG SSR         | «El código»                                          | Inglés                      | Elección interna, 29-02-2024                                                                  |
| Ucrania UA:PBC        | «Teresa & Maria»                                     | Alyona Alyona y Jerry Heil  | Vidbir 2024, 04-02-2024                                                                       |
| Ucrania UA:PBC        | —                                                    | Ucraniano e inglés          | Vidbir 2024, 04-02-2024                                                                       |

### Artistas que regresan
- Hera Björk: Representó a Islandia en Eurovisión 2010 con la canción «Je ne sais quoi», quedando en 19.ª posición con 41 puntos.
- Natalia Barbu: Representó a Moldavia en Eurovisión 2007 con la canción «Fight», quedando en 10.ª posición con 109 puntos.
- Sarah Bonnici: fue bailarina para Malta en el festival de Eurovisión Junior en 2010.

### Idiomas
Dieciocho canciones fueron interpretadas íntegramente en inglés. El resto de los países, en general, lo hicieron en su idioma oficial o compartiéndolo con otro. Once países interpretaron canciones íntegramente en un idioma oficial del mismo. Por primera vez, se utilizó el idioma aborigen yankunytjatjara por parte de Australia, mientras que Noruega utilizó el noruego por vez primera en una canción desde 2006. Cabe destacar que Azerbaiyán utilizó el azerí de forma inédita. San Marino, por su parte, utilizó mayoritariamente el español asimismo por primera vez.

### Sorteo de semifinales
El sorteo para determinar la ubicación de los países participantes en cada una de las semifinales se celebró el 30 de enero de 2024 en Malmö. Los 31 países semifinalistas se repartieron en 5 bombos, basándose en tendencias históricas en las votaciones de los últimos años. El sorteo también determinó en qué semifinal votará cada uno de los países pertenecientes al «Big Five» (Alemania, España, Francia, Italia y Reino Unido), así como el país ganador de la edición anterior (Suecia).
| Bombo 1                                                    | Bombo 2                                                            | Bombo 3                                                         | Bombo 4                                                              | Bombo 5                                                              | Finalistas                                                    |
| ---------------------------------------------------------- | ------------------------------------------------------------------ | --------------------------------------------------------------- | -------------------------------------------------------------------- | -------------------------------------------------------------------- | ------------------------------------------------------------- |
| - Albania - Austria - Croacia - Eslovenia - Serbia - Suiza | - Australia - Dinamarca - Estonia - Finlandia - Islandia - Noruega | - Armenia - Azerbaiyán - Georgia - Letonia - Lituania - Ucrania | - Chipre - Grecia - Irlanda - Israel - Malta - Portugal - San Marino | - Bélgica - Chequia - Luxemburgo - Moldavia - Países Bajos - Polonia | - Alemania - España - Francia - Italia - Reino Unido - Suecia |

| 1.ª semifinal 7 de mayo de 2024                                   | 1.ª semifinal 7 de mayo de 2024                                                           | 2.ª semifinal 9 de mayo de 2024                                         | 2.ª semifinal 9 de mayo de 2024                                                   |
| ----------------------------------------------------------------- | ----------------------------------------------------------------------------------------- | ----------------------------------------------------------------------- | --------------------------------------------------------------------------------- |
| 1.ª mitad: Ucrania Chipre Polonia Serbia Lituania Croacia Irlanda | 2.ª mitad: Eslovenia Islandia Finlandia Portugal Luxemburgo Australia Azerbaiyán Moldavia | 1.ª mitad: Austria Malta Suiza Grecia Chequia Albania Dinamarca Armenia | 2.ª mitad: Estonia Georgia Israel Países Bajos Noruega Letonia San Marino Bélgica |
| Con derecho a voto: Suecia Reino Unido Alemania                   | Con derecho a voto: Suecia Reino Unido Alemania                                           | Con derecho a voto: España Italia Francia                               | Con derecho a voto: España Italia Francia                                         |

## Festival

### Semifinales

#### Semifinal 1
La primera semifinal del Festival de la Canción de Eurovisión 2024 se celebró el 7 de mayo de 2024, (21:00 horas CEST). Un total de 18 países tuvieron derecho a voto en esta semifinal: los 15 participantes más Alemania, Reino Unido y Suecia, quienes ya se encuentran clasificados directamente a la final, así como el público del resto del mundo como si fuera un país.
| N.º | País       | Intérprete(s)               | Canción                   | Lugar | Puntos |
| --- | ---------- | --------------------------- | ------------------------- | ----- | ------ |
| 01  | Chipre     | Sília Kapsís                | «Liar»                    | 6     | 67     |
| 02  | Serbia     | Teya Dora                   | «Ramonda»                 | 10    | 47     |
| 03  | Lituania   | Silvester Belt              | «Luktelk»                 | 4     | 119    |
| 04  | Irlanda    | Bambie Thug                 | «Doomsday Blue»           | 3     | 124    |
| 05  | Ucrania    | Alyona Alyona & Jerry Heil  | «Teresa & Maria»          | 2     | 173    |
| 06  | Polonia    | Luna                        | «The Tower»               | 12    | 35     |
| 07  | Croacia    | Baby Lasagna                | «Rim tim tagi dim»        | 1     | 177    |
| 08  | Islandia   | Hera Björk                  | «Scared of Heights»       | 15    | 3      |
| 09  | Eslovenia  | Raiven                      | «Veronika»                | 9     | 51     |
| 10  | Finlandia  | Windows95man                | «No Rules!»               | 7     | 59     |
| 11  | Moldavia   | Natalia Barbu               | «In The Middle»           | 13    | 20     |
| 12  | Azerbaiyán | Fahree feat. Ilkin Dovlatov | «Özünlə Apar»             | 14    | 11     |
| 13  | Australia  | Electric Fields             | «One Milkali (One Blood)» | 11    | 41     |
| 14  | Portugal   | Iolanda                     | «Grito»                   | 8     | 58     |
| 15  | Luxemburgo | Tali                        | «Fighter»                 | 5     | 117    |

|                   | Votantes          |                     |                    |                    |                    |                    |                     |                      |                      |                     |                       |                      |                     |                       |                     |                         |                   |                                |       |     |
| Bandera de Chipre | Bandera de Serbia | Bandera de Lituania | Bandera de Irlanda | Bandera de Ucrania | Bandera de Polonia | Bandera de Croacia | Bandera de Islandia | Bandera de Eslovenia | Bandera de Finlandia | Bandera de Moldavia | Bandera de Azerbaiyán | Bandera de Australia | Bandera de Portugal | Bandera de Luxemburgo | Bandera de Alemania | Bandera del Reino Unido | Bandera de Suecia | Bandera de las Naciones Unidas | Total |     |
|                   |                   |                     |                    |                    |                    |                    |                     |                      |                      |                     |                       |                      |                     |                       |                     |                         |                   |                                |       |     |
| Chipre            |                   | 4                   |                    | 1                  |                    |                    | 4                   | 4                    | 7                    | 2                   | 12                    | 12                   | 7                   | 8                     | 4                   |                         | 1                 | 1                              |       | 67  |
| Serbia            | 5                 |                     |                    |                    |                    |                    | 12                  |                      | 10                   |                     |                       | 5                    |                     | 1                     | 5                   | 5                       |                   |                                | 4     | 47  |
| Lituania          | 10                | 2                   |                    | 12                 | 10                 | 7                  | 3                   | 7                    | 6                    | 7                   | 2                     | 3                    | 6                   | 4                     | 10                  | 8                       | 12                | 5                              | 5     | 119 |
| Irlanda           | 6                 | 7                   | 8                  |                    | 8                  | 8                  | 6                   | 3                    | 4                    | 8                   | 5                     | 6                    | 10                  | 7                     | 6                   | 6                       | 10                | 6                              | 10    | 124 |
| Ucrania           | 12                | 6                   | 12                 | 8                  |                    | 12                 | 8                   | 10                   | 8                    | 10                  | 10                    | 10                   | 8                   | 12                    | 8                   | 10                      | 7                 | 10                             | 12    | 173 |
| Polonia           |                   |                     | 4                  | 7                  | 3                  |                    |                     | 8                    | 1                    |                     |                       |                      | 1                   |                       |                     | 2                       | 6                 | 3                              |       | 35  |
| Croacia           | 7                 | 12                  | 10                 | 10                 | 12                 | 10                 |                     | 12                   | 12                   | 12                  | 8                     | 7                    | 12                  | 6                     | 7                   | 12                      | 8                 | 12                             | 8     | 177 |
| Islandia          | 1                 |                     |                    |                    |                    |                    |                     |                      |                      |                     |                       |                      |                     |                       |                     |                         |                   | 2                              |       | 3   |
| Eslovenia         | 2                 | 10                  | 3                  |                    |                    | 4                  | 10                  |                      |                      | 3                   | 4                     | 1                    | 3                   | 3                     | 1                   |                         |                   |                                | 7     | 51  |
| Finlandia         |                   |                     | 6                  | 5                  | 6                  | 5                  | 5                   | 6                    | 3                    |                     |                       |                      | 5                   |                       | 2                   | 3                       | 4                 | 8                              | 1     | 59  |
| Moldavia          | 3                 | 3                   |                    | 2                  | 4                  |                    | 1                   |                      |                      |                     |                       | 2                    |                     | 5                     |                     |                         |                   |                                |       | 20  |
| Azerbaiyán        |                   | 1                   | 1                  |                    | 1                  | 1                  |                     |                      |                      | 1                   | 6                     |                      |                     |                       |                     |                         |                   |                                |       | 11  |
| Australia         |                   |                     | 2                  | 4                  | 5                  | 2                  |                     | 2                    |                      | 5                   | 1                     |                      |                     | 2                     | 3                   | 4                       | 5                 | 4                              | 2     | 41  |
| Portugal          | 4                 | 5                   | 5                  | 3                  | 2                  | 3                  | 2                   | 1                    | 2                    | 4                   | 3                     | 4                    | 2                   |                       | 12                  | 1                       | 2                 |                                | 3     | 58  |
| Luxemburgo        | 8                 | 8                   | 7                  | 6                  | 7                  | 6                  | 7                   | 5                    | 5                    | 6                   | 7                     | 8                    | 4                   | 10                    |                     | 7                       | 3                 | 7                              | 6     | 117 |

| N. | A        | De                                                                           |
| -- | -------- | ---------------------------------------------------------------------------- |
| 8  | Croacia  | Australia, Finlandia, Alemania, Islandia, Serbia, Eslovenia, Suecia, Ucrania |
| 5  | Ucrania  | Chipre, Lituania, Polonia, Portugal, Resto del mundo                         |
| 2  | Lituania | Irlanda, Reino Unido                                                         |
| 2  | Chipre   | Azerbaiyán, Moldavia                                                         |
| 1  | Portugal | Luxemburgo                                                                   |
| 1  | Serbia   | Croacia                                                                      |

#### Semifinal 2
La segunda semifinal del Festival de la Canción de Eurovisión 2024 se celebró el 9 de mayo de 2024, (21:00 horas CEST). Un total de 19 países tendrán derecho a voto en esta semifinal: los 16 participantes más España, Francia e Italia, quienes ya estaban clasificados directamente a la final, así como el público del resto del mundo como si fuera un país.
| N.º | País         | Intérprete(s)      | Canción                                              | Lugar | Puntos |
| --- | ------------ | ------------------ | ---------------------------------------------------- | ----- | ------ |
| 01  | Malta        | Sarah Bonnici      | «Loop»                                               | 16    | 13     |
| 02  | Albania      | Besa               | «Titan»                                              | 15    | 14     |
| 03  | Grecia       | Marina Satti       | «Zari»                                               | 5     | 126    |
| 04  | Suiza        | Nemo               | «The Code»                                           | 4     | 132    |
| 05  | Chequia      | Aiko               | «Pedestal»                                           | 11    | 38     |
| 06  | Austria      | Kaleen             | «We Will Rave»                                       | 9     | 46     |
| 07  | Dinamarca    | Saba               | «Sand»                                               | 12    | 36     |
| 08  | Armenia      | Ladaniva           | «Jako»                                               | 3     | 137    |
| 09  | Letonia      | Dons               | «Hollow»                                             | 7     | 72     |
| 10  | San Marino   | Megara             | «11:11»                                              | 14    | 16     |
| 11  | Georgia      | Nutsa Buzaladze    | «Firefighter»                                        | 8     | 54     |
| 12  | Bélgica      | Mustii             | «Before The Party's Over»                            | 13    | 18     |
| 13  | Estonia      | 5miinust & Puuluup | «(Nendest) Narkootikumidest ei tea me (küll) midagi» | 6     | 79     |
| 14  | Israel       | Edén Golán         | «Hurricane»                                          | 1     | 194    |
| 15  | Noruega      | Gåte               | «Ulveham»                                            | 10    | 43     |
| 16  | Países Bajos | Joost Klein        | «Europapa»                                           | 2     | 182    |

|                  | Votantes           |                   |                  |                            |                    |                      |                    |                    |                       |                    |                    |                    |                   |                    |                             |                   |                    |                   |                                |       |     |
| Bandera de Malta | Bandera de Albania | Bandera de Grecia | Bandera de Suiza | Bandera de República Checa | Bandera de Austria | Bandera de Dinamarca | Bandera de Armenia | Bandera de Letonia | Bandera de San Marino | Bandera de Georgia | Bandera de Bélgica | Bandera de Estonia | Bandera de Israel | Bandera de Noruega | Bandera de los Países Bajos | Bandera de España | Bandera de Francia | Bandera de Italia | Bandera de las Naciones Unidas | Total |     |
|                  |                    |                   |                  |                            |                    |                      |                    |                    |                       |                    |                    |                    |                   |                    |                             |                   |                    |                   |                                |       |     |
| Malta            |                    |                   | 3                |                            |                    |                      |                    | 5                  |                       | 4                  |                    |                    |                   |                    |                             |                   |                    | 1                 |                                |       | 13  |
| Albania          |                    |                   | 5                | 3                          |                    |                      |                    |                    |                       | 2                  |                    |                    |                   |                    |                             |                   |                    |                   | 4                              |       | 14  |
| Grecia           | 6                  | 8                 |                  | 8                          | 4                  | 2                    | 2                  | 12                 |                       |                    | 6                  | 8                  |                   | 3                  | 1                           | 6                 | 5                  | 4                 | 6                              | 5     | 126 |
| Suiza            | 8                  | 5                 | 7                |                            | 8                  | 8                    | 6                  | 7                  | 7                     | 12                 | 5                  | 7                  | 7                 | 4                  | 7                           | 8                 | 4                  | 8                 | 8                              | 6     | 132 |
| Chequia          | 2                  |                   |                  |                            |                    | 5                    | 1                  | 1                  | 3                     | 6                  | 4                  |                    | 2                 | 5                  | 3                           | 1                 | 2                  |                   | 2                              | 1     | 38  |
| Austria          | 3                  | 4                 | 4                | 4                          | 2                  |                      | 3                  | 4                  | 2                     |                    | 1                  | 1                  | 3                 | 8                  | 2                           | 2                 | 3                  |                   |                                |       | 46  |
| Dinamarca        | 1                  |                   |                  | 2                          |                    | 3                    |                    | 3                  | 4                     | 7                  |                    |                    | 5                 | 1                  | 10                          |                   |                    |                   |                                |       | 36  |
| Armenia          | 5                  | 6                 | 8                | 6                          | 7                  | 6                    | 5                  |                    | 5                     | 8                  | 12                 | 6                  | 4                 | 12                 | 5                           | 10                | 7                  | 10                | 7                              | 8     | 137 |
| Letonia          | 7                  |                   |                  | 7                          | 5                  | 4                    | 7                  |                    |                       | 3                  | 7                  | 5                  | 12                |                    | 6                           | 3                 | 6                  |                   |                                |       | 72  |
| San Marino       |                    |                   |                  |                            |                    |                      |                    |                    |                       |                    | 3                  |                    |                   |                    |                             |                   | 10                 |                   | 1                              | 2     | 16  |
| Georgia          | 4                  | 7                 | 6                |                            | 1                  | 1                    |                    | 10                 |                       |                    |                    | 2                  | 1                 | 6                  |                             |                   | 1                  | 6                 | 5                              | 4     | 54  |
| Bélgica          |                    | 2                 | 1                |                            |                    |                      |                    |                    | 1                     |                    | 2                  |                    |                   | 2                  |                             | 5                 |                    | 5                 |                                |       | 18  |
| Estonia          |                    | 3                 | 2                | 5                          | 6                  | 7                    | 4                  | 2                  | 12                    | 1                  |                    | 4                  |                   | 10                 | 4                           | 7                 |                    | 2                 | 3                              | 7     | 79  |
| Israel           | 10                 | 12                | 10               | 12                         | 12                 | 10                   | 12                 | 6                  | 10                    |                    | 10                 | 10                 | 8                 |                    | 12                          | 12                | 12                 | 12                | 12                             | 12    | 194 |
| Noruega          |                    | 1                 |                  | 1                          | 3                  |                      | 8                  |                    | 6                     | 5                  |                    | 3                  | 6                 |                    |                             | 4                 |                    | 3                 |                                | 3     | 43  |
| Países Bajos     | 12                 | 10                | 12               | 10                         | 10                 | 12                   | 10                 | 8                  | 8                     | 10                 | 8                  | 12                 | 10                | 7                  | 8                           |                   | 8                  | 7                 | 10                             | 10    | 182 |

| N. | A            | De |
| -- | ------------ | --- |
| 10 | Israel       | Albania, República Checa, Dinamarca, España, Francia, Italia, Países Bajos, Noruega, Suiza, Resto del mundo |
| 4  | Países Bajos | Austria, Bélgica, Grecia, Malta                                                                             |
| 2  | Armenia      | Georgia, Israel                                                                                             |
| 1  | Suiza        | San Marino                                                                                                  |
| 1  | Grecia       | Armenia |
| 1  | Letonia      | Estonia |
| 1  | Estonia      | Letonia |

### Final

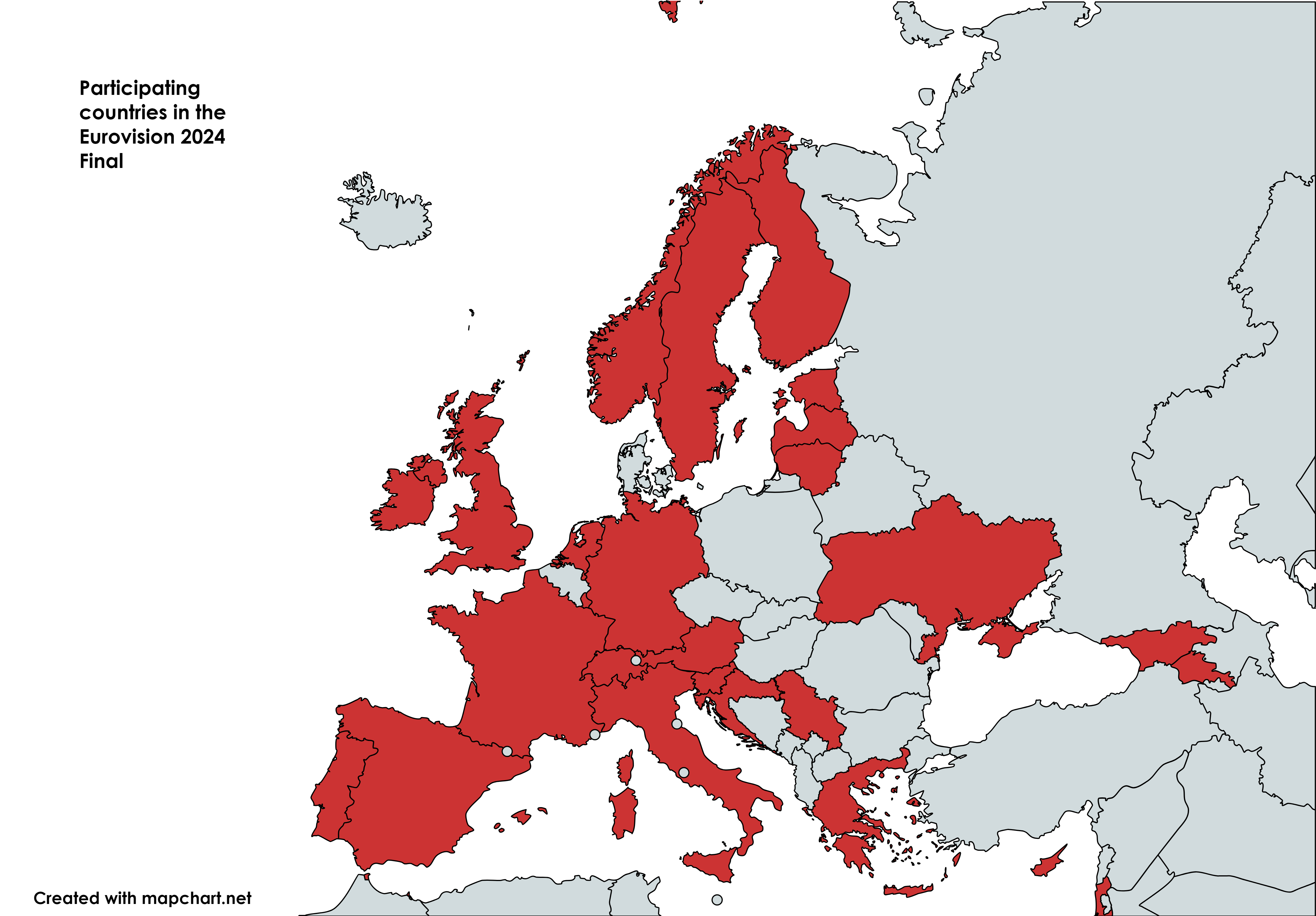
Países calificados para la final.

La final del Festival de la Canción de Eurovisión 2024 se celebró el 11 de mayo de 2024, (21:00 horas CEST). A la final llegaron 25 países, los cinco pertenecientes al «Big Five» (Alemania, España, Francia, Italia y Reino Unido), así como Suecia, el ganador de la edición anterior junto con los diez mejor puntuados en cada semifinal. Los países que clasificaron desde las semifinales sortearon su mitad de actuación durante la conferencia de prensa posterior a la semifinal (primera mitad, segunda mitad, o elección de la producción), mientras que el «Big Five» lo había hecho posterior al segundo ensayo previo a la semifinal. En caso de Suecia, su orden de actuación fue sorteado previo al comienzo de los ensayos. Los 37 países participantes en el concurso, tanto mediante un jurado de 5 personas como del público en general, tuvieron derecho al voto y el público del resto del mundo como si fuera un país. Cabe destacar que Países Bajos fue descalificado directamente del festival y no actuó el 11 de mayo.
| N.º | País         | Intérprete(s)              | Canción                                              | Lugar         | Puntos        |
| --- | ------------ | -------------------------- | ---------------------------------------------------- | ------------- | ------------- |
| 01  | Suecia       | Marcus & Martinus          | «Unforgettable»                                      | 9             | 174           |
| 02  | Ucrania      | Alyona Alyona & Jerry Heil | «Teresa & Maria»                                     | 3             | 453           |
| 03  | Alemania     | Isaak                      | «Always on the Run»                                  | 12            | 117           |
| 04  | Luxemburgo   | Tali                       | «Fighter»                                            | 13            | 103           |
| 05  | Países Bajos | Joost Klein                | «Europapa»                                           | Descalificado | Descalificado |
| 06  | Israel       | Edén Golán                 | «Hurricane»                                          | 5             | 375           |
| 07  | Lituania     | Silvester Belt             | «Luktelk»                                            | 14            | 90            |
| 08  | España       | Nebulossa                  | «Zorra»                                              | 22            | 30            |
| 09  | Estonia      | 5miinust & Puuluup         | «(Nendest) Narkootikumidest ei tea me (küll) midagi» | 20            | 37            |
| 10  | Irlanda      | Bambie Thug                | «Doomsday Blue»                                      | 6             | 278           |
| 11  | Letonia      | Dons                       | «Hollow»                                             | 16            | 64            |
| 12  | Grecia       | Marina Satti               | «Zari»                                               | 11            | 126           |
| 13  | Reino Unido  | Olly Alexander             | «Dizzy»                                              | 18            | 46            |
| 14  | Noruega      | Gåte                       | «Ulveham»                                            | 25            | 16            |
| 15  | Italia       | Angelina Mango             | «La noia»                                            | 7             | 268           |
| 16  | Serbia       | Teya Dora                  | «Ramonda»                                            | 17            | 54            |
| 17  | Finlandia    | Windows95man               | «No Rules!»                                          | 19            | 38            |
| 18  | Portugal     | Iolanda                    | «Grito»                                              | 10            | 152           |
| 19  | Armenia      | Ladaniva                   | «Jako»                                               | 8             | 183           |
| 20  | Chipre       | Sília Kapsís               | «Liar»                                               | 15            | 78            |
| 21  | Suiza        | Nemo                       | «The Code»                                           | 1             | 591           |
| 22  | Eslovenia    | Raiven                     | «Veronika»                                           | 23            | 27            |
| 23  | Croacia      | Baby Lasagna               | «Rim tim tagi dim»                                   | 2             | 547           |
| 24  | Georgia      | Nutsa Buzaladze            | «Firefighter»                                        | 21            | 34            |
| 25  | Francia      | Slimane                    | «Mon Amour»                                          | 4             | 445           |
| 26  | Austria      | Kaleen                     | «We Will Rave»                                       | 24            | 24            |

#### Desglose de votación
| Pos. | País        | Puntos |
| ---- | ----------- | ------ |
| 1    | Suiza       | 365    |
| 2    | Francia     | 218    |
| 3    | Croacia     | 210    |
| 4    | Italia      | 164    |
| 5    | Ucrania     | 146    |
| 6    | Irlanda     | 142    |
| 7    | Portugal    | 139    |
| 8    | Suecia      | 125    |
| 9    | Armenia     | 101    |
| 10   | Alemania    | 99     |
| 11   | Luxemburgo  | 83     |
| 12   | Israel      | 52     |
| 13   | Reino Unido | 46     |
| 14   | Grecia      | 41     |
| 15   | Letonia     | 36     |
| 16   | Chipre      | 34     |
| 17   | Lituania    | 32     |
| 18   | Serbia      | 22     |
| 19   | España      | 19     |
| 20   | Austria     | 19     |
| 21   | Georgia     | 15     |
| 22   | Eslovenia   | 15     |
| 23   | Noruega     | 12     |
| 24   | Finlandia   | 7      |
| 25   | Estonia     | 4      |

| Pos. | País        | Puntos |
| ---- | ----------- | ------ |
| 1    | Croacia     | 337    |
| 2    | Israel      | 323    |
| 3    | Ucrania     | 307    |
| 4    | Francia     | 227    |
| 5    | Suiza       | 226    |
| 6    | Irlanda     | 136    |
| 7    | Italia      | 104    |
| 8    | Grecia      | 85     |
| 9    | Armenia     | 82     |
| 10   | Lituania    | 58     |
| 11   | Suecia      | 49     |
| 12   | Chipre      | 44     |
| 13   | Estonia     | 33     |
| 14   | Serbia      | 32     |
| 15   | Finlandia   | 31     |
| 16   | Letonia     | 28     |
| 17   | Luxemburgo  | 20     |
| 18   | Georgia     | 19     |
| 19   | Alemania    | 18     |
| 20   | Portugal    | 13     |
| 21   | Eslovenia   | 12     |
| 22   | España      | 11     |
| 23   | Austria     | 5      |
| 24   | Noruega     | 4      |
| 25   | Reino Unido | 0      |

#### Máximas puntuaciones

##### Jurado
| N. | A          | De |
| -- | ---------- | --- |
| 22 | Suiza      | Albania, Austria, Azerbaiyán, Dinamarca, España, Estonia, Finlandia, Georgia, Grecia, Irlanda, Italia, Letonia, Lituania, Luxemburgo, Malta, Noruega, Países Bajos, Polonia, Portugal, San Marino, Suecia, Ucrania |
| 4  | Francia    | Armenia, Bélgica, Eslovenia, Islandia |
| 3  | Portugal   | Croacia, Francia, Reino Unido |
| 2  | Croacia    | Chipre, Serbia |
| 2  | Ucrania    | Chequia, Moldavia |
| 1  | Grecia     | Suiza |
| 1  | Irlanda    | Australia |
| 1  | Luxemburgo | Israel |
| 1  | Suecia     | Alemania |

##### Televoto
| N. | A          | De |
| -- | ---------- | --- |
| 15 | Israel     | Alemania, Australia, Bélgica, España, Finlandia, Francia, Italia, Luxemburgo, Países Bajos, Portugal, Resto del Mundo, Reino Unido, San Marino, Suecia, Suiza |
| 9  | Croacia    | Albania, Austria, Azerbaiyán, Dinamarca, Eslovenia, Irlanda, Islandia, Noruega, Serbia                                                                        |
| 7  | Ucrania    | Chequia, Estonia, Georgia, Lituania, Malta, Moldavia, Polonia                                                                                                 |
| 1  | Chipre     | Grecia |
| 1  | Estonia    | Letonia |
| 1  | Francia    | Armenia |
| 1  | Grecia     | Chipre |
| 1  | Luxemburgo | Israel |
| 1  | Serbia     | Croacia |
| 1  | Suiza      | Ucrania |

## Otros países
La elegibilidad para participar en el Festival de la Canción de Eurovisión requiere una emisora nacional con una pertenencia activa a la UER y la capacidad de emitir el concurso a través de la red de Eurovisión. La UER emite invitaciones para participar en el concurso a todos sus miembros.

### Miembros activos de la UER
- Andorra – Susanne Georgi, la concursante de 2009 por Andorra, ha hecho campaña para que el principado vuelva al concurso, afirmando que «la excusa antes era que no había dinero, ya lo he encontrado y creo que cada día estamos más cerca de esto». Lo que no aclara Susanne Georgi es la fecha de la vuelta: solo descarta la próxima edición, la del 2024.[66][67] Andorra participó por última vez en 2009.
- Bosnia y Herzegovina – En noviembre de 2022, el primer participante de Bosnia y Herzegovina, Fazla, mencionó que intentaba llevar al país de nuevo al concurso en 2024.[68] Bosnia y Herzegovina participó por última vez en 2016.
- Bulgaria – Pese a que antes había expresado su desinterés por participar en futuros concursos, BNT declaró en mayo del 2023 que es «demasiado pronto para decirlo con seguridad».[69] Bulgaria participó por última vez en 2022.
- Eslovaquia – El 4 de junio de 2023, la jefa del departamento de relaciones internacionales de RTVS, Slavomíra Kubičková, confirmó que Eslovaquia no volvería al concurso en un futuro cercano por motivos financieros. Eslovaquia participó por última vez en 2012.
- Islas Feroe – La emisora feroesa KVF anunció después de la finalización del concurso de 2023 que solicitaría la adhesión a la UER. Si se aprueba, un debut en las Islas Feroe en el año 2024 hubiera sido posible mediante invitación si se aprueba para ser miembro asociado o participación garantizada si se aprueba para ser miembro de pleno derecho.
- Macedonia del Norte – A pesar de la asignación previa de fondos para participar en el concurso de 2024, la emisora macedonia MTR, finalmente no apareció en la lista oficial de participantes; La emisora aclaró que esto se debe a su decisión de enfocarse en los festejos por los 80 y 60 años de la radio y la televisión nacionales, pero que aún tenía intención de transmitir el concurso. Macedonia participó por última vez en 2022.
- Mónaco – En diciembre de 2021, el gobierno de Mónaco anunció planes para establecer la emisora pública Monte-Carlo Riviera TV para sustituir a TMC tras su venta a TF1Group.[70] Inicialmente previsto para septiembre de 2022, el lanzamiento de la emisora se aplazó en 2023 y el país no participó en el concurso de 2023.[71][72] En abril de 2023, se anunció que el canal, ahora rebautizado como TVMonaco, se lanzaría el 1 de septiembre de 2023, lo que abre el potencial para un regreso en 2024.[73] Sin embargo, no tuvieron suficiente tiempo para preparar una candidatura y su regreso no se produciría en esta edición. Mónaco participó por última vez en 2006.
- Rumanía – El 8 de septiembre de 2023, se informó de que, según diversas fuentes de la emisora rumana TVR, el país no participaría en 2024 debido a dificultades financieras. El departamento de comunicación de TVR comentó que su participación en el 2024 todavía no se había hablado en la dirección de la emisora. El 5 de diciembre, tras publicarse la lista de participantes, Rumanía no estaba entre ellos, aunque la UER siguió en negociación con la cadena rumana para, una vez aprobado su presupuesto anual, acordar su posible participación. Más tarde, el 25 de enero de 2024, Rumanía confirmó que no participaría en la edición de 2024. Rumania participó por última vez en 2023.
- Turquía – Kemal Kılıçdaroğlu, el principal candidato de la oposición a las elecciones presidenciales turcas de 2023, declaró en 2021 que apoyaría a Turquía para volver al Festival de la Canción de Eurovisión. Turquía participó por última vez en 2012

### Países no miembros de la UER
- Liechtenstein – El 10 de agosto de 2023, la emisora de Liechtenstein, 1FLTV, confirmó que el país no debutaría en el concurso en 2024.

## Transmisiones
Todas las emisoras participantes pueden optar por tener comentaristas presenciales o remotos que proporcionen información sobre la votación a su audiencia local. Si bien deben transmitir al menos la semifinal por la que votan y la final, la mayoría de las emisoras transmiten los tres programas con diferentes planes de programación. Además, algunas emisoras no participantes transmiten el concurso. Los canales de YouTube y TikTok del Festival de la Canción de Eurovisión ofrecen transmisiones internacionales en vivo sin comentarios de todos los programas.
| País         | Emisora            | Canal(es)                         | Show(s)     | Comentarista(s) | Ref(s)                                  |
| ------------ | ------------------ | --------------------------------- | ----------- | --- | --------------------------------------- |
| Albania      | RTSH               | RTSH 1, RTSH Muzikë, Radio Tirana | Todos       | Andri Xhahu | [ 74 ] [ 75 ]                           |
| Alemania     | ARD/NDR            | One                               | Semifinales | Thorsten Schorn | [ 76 ] [ 77 ] [ 78 ]                    |
| Alemania     | ARD/NDR            | Das Erste                         | Final       | Thorsten Schorn | [ 76 ] [ 77 ] [ 78 ]                    |
| Alemania     | ARD/RBB            | Radio Eins                        | Final       | Amelie Ernst y Max Spallek | [ 79 ]                                  |
| Armenia      | AMPTV              | Armenia 1                         | Todos       | Hrachuhi Utmazyan y Sevak Hakobyan                                                                                            | [ 80 ]                                  |
| Australia    | SBS                | SBS                               | Todos       | Myf Warhurst y Joel Creasey                                                                                                   | [ 81 ] [ 82 ]                           |
| Austria      | ORF                | ORF 1                             | Todos       | Andi Knoll | [ 83 ] [ 84 ]                           |
| Austria      | ORF                | FM4                               | Final       | Jan Böhmermann y Olli Schulz                                                                                                  | [ 85 ] [ 86 ]                           |
| Azerbaiyán   | İTV                | İTV                               | Todos       | Nurlana Jafarova | [ 87 ]                                  |
| Bélgica      | RTBF               | Tipik                             | SF1         | Francés: Maureen Louys y Jean-Louis Lahaye                                                                                    | [ 88 ] [ 89 ] [ 90 ]                    |
| Bélgica      | RTBF               | La Une                            | SF2, final  | Francés: Maureen Louys y Jean-Louis Lahaye                                                                                    | [ 88 ] [ 89 ] [ 90 ]                    |
| Bélgica      | RTBF               | VivaCité                          | Final       | Francés: Maureen Louys y Jean-Louis Lahaye                                                                                    | [ 88 ] [ 89 ] [ 90 ]                    |
| Bélgica      | VRT                | VRT 1                             | Todos       | Neerlandés: Peter Van de Veire                                                                                                | [ 91 ] [ 92 ]                           |
| Bélgica      | VRT                | Radio 2                           | Final       | Neerlandés: Peter Van de Veire                                                                                                | [ 91 ] [ 92 ]                           |
| Chequia      | ČT                 | ČT2                               | Todos       | Vašek Matějovský, Patricie Fuxová y Dominika Hašková                                                                          | [ 93 ] [ 94 ]                           |
| Chipre       | RIK                | RIK 1, RIK Sat                    | Todos       | Melina Karageorgiou y Hovig Demirjian                                                                                         | [ 95 ] [ 96 ] [ 97 ] [ 98 ]             |
| Chipre       | RIK                | RIK Trito                         | Todos       | | [ 99 ] [ 100 ] [ 101 ]                  |
| Croacia      | HRT                | HRT 1                             | Todos       | Duško Ćurlić | [ 102 ]                                 |
| Croacia      | HRT                | HR 2                              | Todos       | Zlatko Turkalj | [ 103 ] [ 104 ] [ 105 ] [ 106 ]         |
| Dinamarca    | DR                 | DR1                               | Todos       | Ole Tøpholm | [ 107 ] [ 108 ] [ 109 ]                 |
| Eslovenia    | RTVSLO             | TV SLO 1                          | SF1, final  | Mojca Mavec\|sl | [ 110 ] [ 111 ] [ 112 ]                 |
| Eslovenia    | RTVSLO             | TV SLO 2                          | SF2         | Mojca Mavec\|sl | [ 110 ] [ 111 ] [ 112 ]                 |
| Eslovenia    | RTVSLO             | Radio Val 202                     | SF1, final  | Maj Valerij | [ 110 ] [ 111 ] [ 112 ]                 |
| España       | RTVE               | La 2                              | SF1         | Español: Julia Varela y Tony Aguilar                                                                                          | [ 113 ] [ 114 ] [ 115 ] [ 116 ]         |
| España       | RTVE               | La 1                              | SF2         | Español: Julia Varela y Tony Aguilar                                                                                          | [ 113 ] [ 114 ] [ 115 ] [ 116 ]         |
| España       | RTVE               | La 1                              | Final       | Español: Julia Varela y Tony Aguilar Catalán: Sònia Urbano y Xavi Martínez                                                    | [ 113 ] [ 114 ] [ 115 ] [ 116 ]         |
| España       | RTVE               | TVE Internacional                 | Todos       | Español: Julia Varela y Tony Aguilar                                                                                          | [ 117 ]                                 |
| España       | RTVE               | Radio Nacional                    | Final       | Español: David Asensio, Sara Calvo, Ángela Fernández, Manu Martín-Albo y Luis Miguel Montes                                   | [ 118 ]                                 |
| España       | RTVE               | Ràdio 4                           | Final       | Catalán: Sònia Urbano y Xavi Martínez                                                                                         | [ 116 ]                                 |
| Estonia      | ERR                | ETV                               | Todos       | Estonio: Marko Reikop | [ 119 ]                                 |
| Estonia      | ERR                | ETV+                              | Todos       | Ruso: Aleksandr Hobotov y Julia Kalenda                                                                                       | [ 119 ]                                 |
| Estonia      | ERR                | ETV2                              | Todos       | Lengua de señas estonia: varios intérpretes                                                                                   | [ 119 ]                                 |
| Finlandia    | Yle                | Yle TV1, TV Finland               | Todos       | Finés: Mikko Silvennoinen Sueco: Eva Frantz y Johan Lindroos                                                                  | [ 120 ] [ 121 ] [ 122 ]                 |
| Finlandia    | Yle                | Yle Radio Suomi                   | Todos       | Finés: Toni Laaksonen y Sanna Pirkkalainen                                                                                    | [ 120 ] [ 121 ] [ 122 ]                 |
| Finlandia    | Yle                | Yle X3M                           | Todos       | Sueco: Eva Frantz y Johan Lindroos                                                                                            | [ 120 ] [ 121 ] [ 122 ]                 |
| Finlandia    | Yle                | Yle Areena                        | Todos       | Sami inari: Heli Huovinen Sami septentrional: Aslak Paltto                                                                    | [ 120 ] [ 121 ] [ 122 ]                 |
| Finlandia    | Yle                | Yle Areena                        | SF1, final  | Ruso: Levan Tvaltvadze | [ 120 ] [ 121 ] [ 122 ]                 |
| Francia      | France Télévisions | Culturebox                        | Semifinales | Nicky Doll | [ 124 ] [ 125 ]                         |
| Francia      | France Télévisions | France 2                          | Final       | Stéphane Bern y Laurence Boccolini                                                                                            | [ 124 ] [ 125 ]                         |
| Georgia      | GPB                | 1TV                               | Todos       | Nika Lobiladze | [ 126 ] [ 127 ]                         |
| Grecia       | ERT                | ERT1                              | Todos       | Thanasis Alevras y Jérôme Kaluta                                                                                              | [ 128 ] [ 129 ] [ 130 ]                 |
| Grecia       | ERT                | Deftero Programma                 | Todos       | Dimitris Meidanis | [ 128 ] [ 129 ] [ 130 ]                 |
| Irlanda      | RTÉ                | RTÉ One                           | SF1, final  | Marty Whelan | [ 131 ] [ 132 ] [ 133 ] [ 134 ]         |
| Irlanda      | RTÉ                | RTÉ2                              | SF2         | Marty Whelan | [ 131 ] [ 132 ] [ 133 ] [ 134 ]         |
| Irlanda      | RTÉ                | RTÉ 2fm                           | SF1, final  | Zbyszek Zalinski y Neil Doherty                                                                                               | [ 135 ] [ 136 ]                         |
| Islandia     | RÚV                | RÚV                               | Todos       | Gunna Dís Emilsdóttir | [ 137 ] [ 138 ] [ 139 ] [ 140 ]         |
| Islandia     | RÚV                | RÚV 2                             | Todos       | Lengua de señas islandesa: varios intérpretes                                                                                 | [ 137 ] [ 138 ] [ 139 ] [ 140 ]         |
| Islandia     | RÚV                | Rás 2                             | SF1, final  | Gunna Dís Emilsdóttir | [ 141 ] [ 142 ]                         |
| Israel       | IPBC               | Kan 11                            | Semifinales | Asaf Liberman y Akiva Novick                                                                                                  | [ 143 ] [ 144 ] [ 145 ]                 |
| Israel       | IPBC               | Kan 11                            | Final       | Asaf Liberman, Akiva Novick y Yoav Tzafir                                                                                     | [ 143 ] [ 144 ] [ 145 ]                 |
| Israel       | IPBC               | Kan 88, Kan Tarbut, Kan Bet       | Final       | | [ 146 ] [ 147 ] [ 148 ]                 |
| Italia       | RAI                | Rai 2                             | Semifinales | Gabriele Corsi y Mara Maionchi                                                                                                | [ 149 ]                                 |
| Italia       | RAI                | Rai 1                             | Final       | Gabriele Corsi y Mara Maionchi                                                                                                | [ 149 ]                                 |
| Italia       | RAI                | Rai Radio 2                       | Todos       | Diletta Parlangeli y Matteo Osso                                                                                              | [ 149 ]                                 |
| Letonia      | LTV                | LTV1                              | Semifinales | Toms Grēviņš | [ 150 ] [ 151 ] [ 152 ]                 |
| Letonia      | LTV                | LTV1                              | Final       | Toms Grēviņš y Lauris Reiniks                                                                                                 | [ 150 ] [ 151 ] [ 152 ]                 |
| Lituania     | LRT                | LRT TV, LRT Radijas               | Todos       | Ramūnas Zilnys | [ 153 ]                                 |
| Luxemburgo   | RTL                | RTL, RTL Radio Lëtzebuerg         | Todos       | Luxemburgués: Raoul Roos y Roger Saurfeld                                                                                     | [ 154 ] [ 155 ]                         |
| Luxemburgo   | RTL                | RTL Today                         | Todos       | Inglés: Sarah Tapp y Meredith Moss                                                                                            | [ 156 ]                                 |
| Luxemburgo   | RTL                | RTL Infos                         | SF1, final  | Francés: Jerôme Didelot y Emma Sorgato                                                                                        | [ 157 ] [ 158 ]                         |
| Malta        | PBS                | TVM                               | Todos       | | [ 159 ] [ 160 ] [ 161 ]                 |
| Moldavia     | TRM                | Moldova 1, Radio Moldova          | Todos       | Ion Jalbă y Elena Stegari | [ 162 ] [ 163 ]                         |
| Noruega      | NRK                | NRK1                              | Todos       | Marte Stokstad | [ 164 ]                                 |
| Noruega      | NRK                | NRK P1                            | Final       | Jon Marius Hyttebakk | [ 164 ]                                 |
| Países Bajos | NPO/AVROTROS       | NPO 1, BVN                        | Todos       | Cornald Maas y Jacqueline Govaert                                                                                             | [ 165 ] [ 166 ] [ 167 ]                 |
| Países Bajos | NPO/AVROTROS       | NPO Radio 2                       | Final       | Carolien Borgers | [ 168 ]                                 |
| Polonia      | TVP                | TVP1, TVP Polonia                 | Todos       | Artur Orzech | [ 169 ] [ 170 ] [ 171 ]                 |
| Portugal     | RTP                | RTP1, RTP Internacional           | Todos       | José Carlos Malato y Nuno Galopim                                                                                             | [ 173 ] [ 174 ] [ 175 ] [ 176 ]         |
| Portugal     | RTP                | RTP África                        | SF1, final  | José Carlos Malato y Nuno Galopim                                                                                             | [ 173 ] [ 174 ] [ 175 ] [ 176 ]         |
| Reino Unido  | BBC                | BBC One                           | Semifinales | Scott Mills y Rylan Clark | [ 178 ]                                 |
| Reino Unido  | BBC                | BBC One                           | Final       | Graham Norton | [ 178 ]                                 |
| Reino Unido  | BBC                | BBC Red Button                    | Todos       | Lengua de señas británica: varios intérpretes                                                                                 | [ 179 ] [ 180 ] [ 181 ]                 |
| Reino Unido  | BBC                | BBC Radio 2                       | Semifinales | Richie Anderson | [ 178 ]                                 |
| Reino Unido  | BBC                | BBC Radio 2                       | Final       | Scott Mills y Rylan Clark | [ 178 ]                                 |
| San Marino   | SMRTV              | San Marino RTV                    | Todos       | Lia Fiorio y Gigi Restivo | [ 182 ] [ 183 ]                         |
| Serbia       | RTS                | RTS 1, RTS Svet                   | Todos       | Duška Vučinić | [ 187 ] [ 188 ] [ 189 ]                 |
| Serbia       | RTS                | Radio Beograd 1                   | SF1         | Katarina Epstein | [ 188 ] [ 189 ]                         |
| Serbia       | RTS                | Radio Beograd 1                   | Final       | Katarina Epstein y Nikoleta Dojčinović                                                                                        | [ 188 ] [ 190 ]                         |
| Suecia       | SVT                | SVT1                              | Todos       | Sueco: Tina Mehrafzoon y Edward af Sillén                                                                                     | [ 191 ] [ 192 ] [ 193 ] [ 194 ]         |
| Suecia       | SVT                | SVT Play                          | Todos       | Sami inari: Heli Huovinen Sami septentrional: Aslak Paltto                                                                    | [ 120 ] [ 197 ] [ 198 ]                 |
| Suecia       | SR                 | SR P4                             | Todos       | Sueco: Carolina Norén | [ 199 ] [ 200 ] [ 201 ]                 |
| Suiza        | SRG SSR            | RSI La 2                          | Semifinales | Italiano: Ellis Cavallini y Gian-Andrea Costa                                                                                 | [ 202 ] [ 203 ] [ 204 ]                 |
| Suiza        | SRG SSR            | RSI La 1                          | Final       | Italiano: Ellis Cavallini y Gian-Andrea Costa                                                                                 | [ 205 ] [ 206 ]                         |
| Suiza        | SRG SSR            | RTS 2                             | Semifinales | Francés: Jean-Marc Richard y Nicolas Tanner                                                                                   | [ 207 ]                                 |
| Suiza        | SRG SSR            | RTS 1                             | Final       | Francés: Jean-Marc Richard, Nicolas Tanner y Julie Berthollet                                                                 | [ 206 ]                                 |
| Suiza        | SRG SSR            | SRF zwei                          | Semifinales | Alemán: Sven Epiney | [ 208 ]                                 |
| Suiza        | SRG SSR            | SRF 1                             | Final       | Alemán: Sven Epiney | [ 208 ]                                 |
| Ucrania      | Suspilne           | Suspilne Kultura                  | Semifinales | Ucraniano: Timur Miroshnychenko                                                                                               | [ 209 ] [ 210 ] [ 211 ] [ 212 ] [ 213 ] |
| Ucrania      | Suspilne           | Suspilne Kultura                  | Final       | Ucraniano: Timur Miroshnychenko y Vasyl Baidak                                                                                | [ 209 ] [ 210 ] [ 211 ] [ 212 ] [ 213 ] |
| Ucrania      | Suspilne           | Suspilne Kultura                  | Todos       | Lengua de señas ucraniana: Tetiana Zhurkova, Inna Petrova, Iryna Skolotova, Yuliia Porplik, Anfisa Boldusieva y Lada Sokoliuk | [ 209 ] [ 210 ] [ 211 ] [ 212 ] [ 213 ] |
| Ucrania      | Suspilne           | Radio Promin                      | Todos       | Dmytro Zakharchenko y Lesia Antypenko                                                                                         | [ 210 ] [ 212 ] [ 221 ]                 |

| País                | Emisora | Canal(es)             | Show(s) | Comentarista(s)                                             | Ref(s)          |
| ------------------- | ------- | --------------------- | ------- | ----------------------------------------------------------- | --------------- |
| Brasil              | Zapping | Zapping Music Live    | Final   | Priscila Bertozzi                                           | [ 222 ]         |
| Chile               | Zapping | Zapping Channel       | Final   | Rayén Araya e Ignacio Lira                                  | [ 223 ]         |
| Eslovaquia          | RTVS    | Rádio FM              | Final   | Daniel Baláž, Lucia Haverlík, Pavol Hubinák y Juraj Malíček | [ 224 ] [ 225 ] |
| Estados Unidos      | NBC     | Peacock               | Todos   |                                                             | [ 226 ] [ 227 ] |
| Estados Unidos      | WJFD-FM | WJFD-FM               | Final   | Ewan Spence y Samantha Ross                                 | [ 228 ]         |
| Kosovo              | RTK     | RTK 1, Radio Kosovo 2 | Todos   | Agron Krasniqi y Egzona Rafuna                              | [ 229 ]         |
| Macedonia del Norte | MRT     | MRT 1, Radio Skopje   | Todos   | Aleksandra Jovanovska                                       | [ 230 ]         |
| Montenegro          | RTCG    | TVCG 1                | Todos   | Dražen Bauković                                             | [ 231 ] [ 232 ] |
| Montenegro          | RTCG    | Radio 98              | Todos   |                                                             | [ 231 ] [ 232 ] |
| Perú                | Zapping | Zapping Music Live    | Final   | Rayén Araya e Ignacio Lira                                  | [ 233 ]         |

## Controversias

### Disputa con la final nacional chipriota
La radiodifusora pública chipriota Corporación Chipriota de Radiodifusión (CyBC por sus siglas en inglés) anunció que produciría la quinta edición del talent show musical Fame Story, en colaboración con el canal privado griego Star, con la intención de utilizarlo para seleccionar su candidatura para el certamen de 2024. Tras conocer la noticia, la radiotelevisión helénica Elinikí Radiofonía Tileórasi (ERT), que tiene los derechos en exclusiva de Eurovisión en Grecia, transmitió una queja a la UER sobre el programa emitido en Grecia por Star. Como respuesta, la UER declaró que había enmendado las normas del certamen a la solicitud de ERT, y que CyBC posteriormente había decidido, contra las normas, utilizar Fame Story como preselección. El 7 de agosto de 2023, se anunció que la UER acogería una videoconferencia para alcanzar un acuerdo entre CyBC y ERT. Más tarde ese mes, el canal Star confirmó que el formato no sería utilizado como parte del proceso de selección chipriota, y CyBC, posteriormente, confirmó que elegiría internamente su candidatura.

### Críticas a la participación de Israel

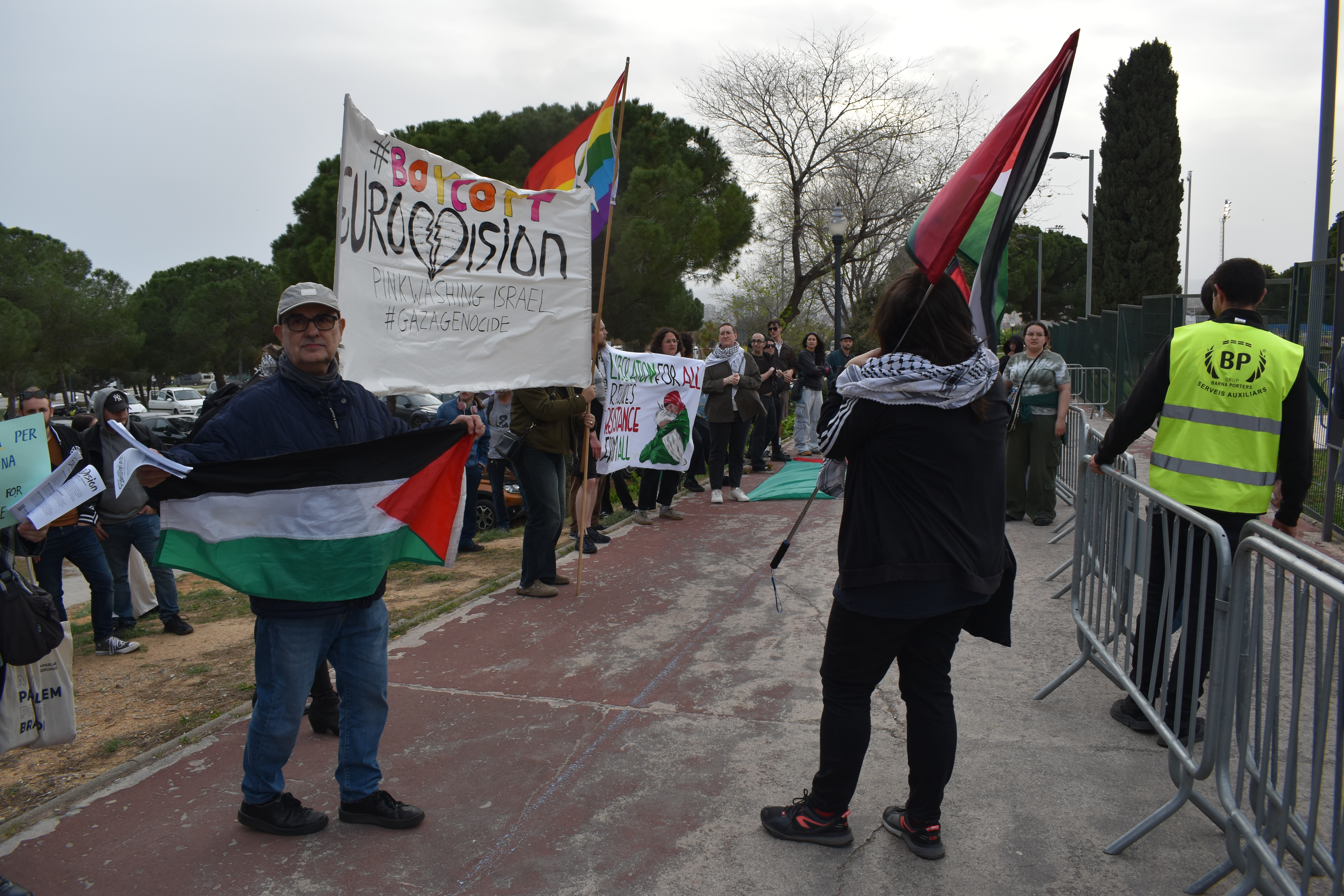
Una manifestación contra la participación israelí en Barcelona, España, en abril de 2024.

Con motivo de la guerra Israel-Gaza, más de mil músicos fineses pidieron que se prohibiese la participación de Israel o que, en caso contrario, Finlandia no participase. También desde Islandia, la Asociación de Compositores y Letristas del país pidió a la televisión pública que se retirase si Israel participaba.En sí, se criticó a la Unión Europea de Radiodifusión de que le hubieran prohibido a Rusia participar en el evento a consecuencia de la invasión a Ucrania en 2022, pero que se permitiera la participación de Israel a pesar de la invasión a la Franja de Gaza.
Como país anfitrión, Suecia pidió que se prohibiera también la presencia del país israelí. Más de mil artistas suecos, antiguos concursantes y estrellas del pop firmaron una carta abierta contra la participación de Israel en el evento. Tanto el representante británico, Olly Alexander, como el francés, Slimane; se mostraron contrarios a la presencia de Israel en el certamen. Partidos políticos de Irlanda y España también manifestaron su oposición a la participación del Estado israelí.
El 22 de febrero, la Unión Europea de Radiodifusión (UER) rechazó la letra de la canción «October Rain», propuesta por Israel, por aludir al ataque de Hamás del 7 de octubre. Amenazó con descalificar al país si no la modificaba, mientras la cadena KAN se negó a hacer tal cosa. Posteriormente, la KAN presentó como alternativa la canción «Dance Forever», segunda clasificada en la preselección, que también fue rechazada por la UER por su contenido político.La canción «Hurricane», una versión de «October Rain» con letra modificada, fue finalmente la seleccionada para el concurso. 
El 29 de marzo, 10 de los 37 artistas participantes (los representantes de Dinamarca, Finlandia, Irlanda, Lituania, Noruega, Portugal, Reino Unido, San Marino y Suiza, a quienes posteriormente se sumó el representante de Bélgica) emitieron un comunicado conjunto en el que pedían el «inmediato alto al fuego en los territorios palestinos ocupados, particularmente en Gaza».
En la primera semifinal, ocurrida el 7 de mayo, el cantante sueco de ascendencia palestina Eric Saade lució una kufiya palestina atada a la muñeca de su brazo izquierdo como muestra de solidaridad con el pueblo palestino. Ello generó reacciones contrarias por parte de los organizadores. Ebba Adielsson, productora ejecutiva del Festival de Eurovisión 2024, expresó su desaprobación, calificando el gesto como una utilización inapropiada de la plataforma del festival. Así mismo, la UER declaró que Eric Saade «ha comprometido la naturaleza apolítica del festival». Como consecuencia, la organización decidió no publicar la actuación de Eric Saade en los perfiles oficiales de redes sociales de Eurovisión. En respuesta a estas acusaciones, Eric Saade defendió su gesto en una entrevista, explicando el valor personal de la keffiyeh como un símbolo de sus raíces familiares, y lamentando que se interpretara como un acto político. Dicho acto llevó a Israel a llevar a su participante, Edén Golán, acompañada del Shabak y a desaconsejar el viaje de israelíes a Malmö para ver el concurso.
El 8 de mayo, durante el ensayo general con público, la representante de Israel, Edén Golán, fue recibida con abucheos y silbidos por parte del público en rechazo a la ofensiva militar que realiza su país en la Franja de Gaza, aunque también recibió aplausos de otra parte. Golán fue nuevamente abucheada durante la segunda semifinal, el 9 de mayo. La televisión belga VRT interrumpió su conexión durante la presentación de Golán. La acción fue solicitada por un sindicato que solicitó el acto, declarando que «condenamos las violaciones del Estado de Israel en Gaza. Israel está destrozando la libertad de prensa. Por eso interrumpimos temporalmente la transmisión». El representante de Bélgica, Mustii, apareció con la palabra «paz» en su brazo durante su interpretación. Representantes de otros países (Australia, Irlanda y Portugal) también hicieron referencia a su apoyo a Palestina durante las semifinales o la final, siendo algunos de esos gestos censurados por la organización.
Desde el 9 de mayo, hubo protestas y movilizaciones en la ciudad de Malmö por la participación de Israel en el evento, y se convocaron nuevas marchas después de que Golán pasara a la gran final. La Policía local calculó cerca de 10,000 o 12,000 manifestantes, entre los que se encontraba la activista sueca Greta Thunberg.
El 11 de mayo, día de la final, la delegación israelí fue apartada del resto de contingentes para evitar incidentes durante el periodo de votaciones. Los encargados originales de dar las puntuaciones: Alessandra Mele, por Noruega; y Käärijä, por Finlandia; decidieron retirarse en protesta por la participación de Israel y la expulsión de Países Bajos. Ese mismo día la activista climática Greta Thunberg fue detenida por la policía sueca por participar en una protesta pro palestina frente al Malmö Arena, sede del festival, y posteriormente emitió una declaración oponiéndose a la participación de Israel en el concurso.
Después de concluido el evento, David Saranga, secretario de relaciones exteriores de Israel, admitió que se utilizaron importantes recursos económicos provenientes del gobierno para «promover el voto a favor de Golán entre el público que nos simpatizaba».  El Ministerio de Asuntos Exteriores de Israel y la oficina de publicidad hicieron especial hincapié en su campaña de publicidad en el público amante de Eurovisión, la comunidad LGTBI en Europa, los miembros de clubes de fanes, los periodistas que cubren el concurso y los líderes de opinión en este ámbito. Teóricamente, dichas acciones irían en contra de las reglas del festival, las cuales permiten sancionar con la expulsión del evento durante un máximo de tres años consecutivos a cualquier país involucrado en irregularidades en las votaciones, siendo la televisión nacional responsable solidariamente con el país, esto con la finalidad de que las televisiones participantes tengan la tarea de prevenir el voto fraudulento hacia su candidatura. No obstante, la Unión Europea de Radiodifusión no llevó a cabo ninguna sanción.
Asimismo, dieciséis delegaciones presentaron quejas ante la Unión Europea de Radiodifusión por el ambiente hostil generado por las provocaciones de la delegación israelí, que según afirmaron «se sintieron inseguros, traumatizados e incluso consideraron retirarse».
El 20 de mayo de 2025, el medio elDiario.es reveló diversos documentos internos relacionados a la crisis que ha desencadenado la participación de Israel en ésta y la siguiente edición del festival. Se trató de la carta de 'aviso de advertencia' que la UER remitió a la cadena de Israel KAN por su actitud en Eurovisión 2024 dados “ciertos incumplimientos de las reglas por parte de miembros de la delegación de KAN”, con lo cual se confirma que la UER ha sido consciente de esos incumplimientos de reglas y decidió no sancionarlos, así como al informe fruto de la investigación independiente que se realizó tras el festival, y al documento con el que la UER trasladó esas 'recomendaciones' a su 'hoja de ruta'.

### Fallos técnicos en la televisión italiana durante la segunda semifinal
Durante la segunda semifinal, el 9 de mayo, la radiotelevisión pública italiana (RAI) reveló en sus pantallas los resultados de las votaciones nacionales de la semifinal, revelando que la participante favorita de los italianos era Edén Golán con más del 39% de votación. De acuerdo con el reglamento de Eurovisión, ese tipo de información no puede publicarse antes de la gran final. La RAI se disculpó por el incidente, calificándolo como un contratiempo técnico.

### Descalificación de Países Bajos
Durante el primer ensayo general para la final, el representante neerlandés Joost Klein no se presentó a su actuación a pesar de estar presente durante el desfile de la bandera. Un comunicado de prensa de la UER decía que estaba «investigando un incidente reportado que involucró al artista holandés», así como que «él no ensayaría hasta nuevo aviso». Tampoco estuvo presente en el espectáculo del jurado, y en su lugar se utilizó una grabación de su actuación de la segunda semifinal.
El incidente ocurrió en el backstage poco después de la actuación de Klein en la segunda semifinal, e involucró a una operadora de cámara, que presentó una queja contra Klein ante la Policía Sueca. Se afirmó que Klein había hecho un gesto amenazante hacia la operadora, después de que la operadora de cámara grabara a Klein de camino al green room; AVROTROS afirmó que se acordó que no sería filmado allí. La Policía de Suecia declaró que no se había producido ninguna agresión. AVROTROS y su organización de radiodifusión matriz NPO mantuvieron conversaciones con la UER, lo que finalmente llevó a la UER a descalificar al neerlandés de la final. Esta fue la primera vez en la historia del concurso que un participante fue descalificado después de clasificarse para la final, desde que se introdujeron las semifinales. AVROTROS calificó la sanción de «desproporcionada» y «escandalosa».
«Mientras el proceso legal sigue su curso, no sería procedente que continúe en el concurso. Nos gustaría dejar claro que, contrariamente a algunos informes de los medios y especulaciones de las redes sociales, este incidente no involucró a ningún otro artista o miembro de la delegación [...] Tenemos una política de tolerancia cero hacia el comportamiento inapropiado en nuestro evento y estamos comprometidos a brindar un entorno de trabajo seguro para todo el personal del concurso. En vista de esto, el comportamiento de Joost Klein hacia un miembro femenino del equipo se considera una violación de las reglas del concurso», expresó la organización.

### Amenaza de retirada por parte de Irlanda
Por circunstancias desconocidas y que requirieron una reunión de urgencia con la Unión Europa de Radiodifusión, la representante irlandesa Bambie Thug no participó en el último ensayo y dejó su participación en el aire. Además, los representantes de Portugal, Suiza y Reino Unido también plantearon una posible retirada.Aunque Bambie Thug sí se presentó en la final de Eurovisión, declaró en entrevistas que se sintió insultada por los comentarios de KAN, la televisora israelí, sobre su interpretación durante la semifinal, notando que la televisora estaba violando el reglamento del certamen.

### Censura a Portugal durante la final
Durante su participación en la gran final, Iolanda, quien representó a Portugal, se presentó vestida de blanco y con detalles en sus uñas alusivas a la kufiya palestina. Terminó su actuación con la frase "la paz vencerá". La dirección de la EBU-UER retrasó subir a su cuenta de YouTube la interpretación de la cantante, además de subir a su cuenta de Instagram una interpretación anterior, donde la cantante tiene las uñas pintadas de blanco. La RTP, televisora portuguesa, está considerando interponer una protesta formal ante la EBU si detecta "discriminación" contra su participante.